# State of the Union (Fernsehserie)
State of the Union ist eine Fernsehserie unter der Regie von Stephen Frears. Als Grundlage für die erste Staffel aus dem Jahr 2019 diente Nick Hornbys Dialogstück Keiner hat gesagt, dass du ausziehen sollst: Eine Ehe in zehn Sitzungen. Eine zweite Staffel folgte 2022. Die Synchronisation fand bei Studio Hamburg Synchron statt. Dialogbuch und -regie übernahm Andreas Pollak.

## Staffel 1
| Figur  | Darsteller    | Deutscher Sprecher |
| ------ | ------------- | ------------------ |
| Louise | Rosamund Pike | Alexandra Wilcke   |
| Tom    | Chris O’Dowd  | Sascha Rotermund   |
| Gina   | Laura Cubitt  | Eva Thärichen      |
| Chris  | Elliot Levey  | Valentin Stilu     |
| Anna   | Aisling Bea   | Anna Purwa         |
| Giles  | Sope Dirisu   | Simon Derksen      |

Die aus zehn zehnminütigen Episoden bestehende erste Staffel lässt die Ärztin Louise und den Musikkritiker Tom ihre Ehekrise aufarbeiten, indem sie sich vor ihrer wöchentlichen Paar-Therapie in einem Londoner Pub treffen und Rückschau halten. Die Titel der Serie und einige Dialoge spielen auf das Verhältnis Großbritanniens zur Europäischen Union während des Brexit an.
Die Dreharbeiten fanden im Sommer 2018 in London, England, statt. Als Pub diente das Thatched House in Hammersmith, London W6. Die erste Staffel wurde mehrmals im deutschen Fernsehen zusammengefasst als Film ausgestrahlt.
| # | Dt. Titel     | Originaltitel    |
| --- | ------------- | ---------------- |
| 1 | Der Marathon  | Marathon         |
| Louise hat viermal mit einem anderen geschlafen. Nun ist ihre Ehe in der Krise. Bevor die Sitzung beginnt, rennt Tom davon. |               |                  |
| 2 | Der Brexit    | Antique Globes   |
| Heute diskutieren sie über Gewalt in die Ehe. Ellen, die Frau der Sitzung vor ihnen, hat ihrem Partner, Scott, auf die Stirn geschlagen. Anschließend sitzt das andere Paar stumm dort. Dann kommen sie auf ihr unterschiedliches Abstimmungsverhalten beim Brexit zu sprechen. |               |                  |
| 3 | Der Handbruch | Syria            |
| Am Anfang sitzt Scott allein, dann kommt Ellen. Als sie den Pub verlassen, küssen sich die beiden. Louise und Tom beobachten dies und streiten über den Brexit. Dann schubst Louise Tom und Tom bricht sich beim Sturz beinahe den Arm.                                         |               |                  |
| 4 | Der Gips      | Plaster Cast     |
| Da sie letzte Woche die Sitzung wegen des Arms abgebrochen haben, trägt Tom einen falschen Gips. Dann streiten sie über Toms Mutter. Zum Schluss treffen die beiden zwei Freunde, denen Tom erzählt, dass Louise fremd gegangen ist.                                            |               |                  |
| 5 | Der Auszug    | Normal Slope     |
| Tom ist ausgezogen und Louise bringt ihm seine gewaschene Wäsche. |               |                  |
| 6 | Der Pakt      | Nigel and Naomi  |
| Heute sprechen sie über ihre eventuellen neuen Partner. Dann kommen sie auf einen potenziellen einsamen Tod zu sprechen und beschließen, wieder zusammenzuziehen, bevor sie alleine sterben würden.                                                                             |               |                  |
| 7 | Der Rat       | Call the Midwife |
| Heute diskutieren sie über die zwei Zeitungen und Louise bietet Tom den Wiedereinzug an. Dann beginnt Louise das Gespräch nach einem Streit neu. Sie streiten über einen Film. Die Frau von letzter Woche rät den beiden, an ihrer Ehe weiterzuarbeiten.                        |               |                  |
| 8 | Die Delfine   | Dolphins         |
| Die beiden reden über eventuelle andere Partner und die Kinder mit diesen. Sie sprechen über den gemeinsamen Sex. |               |                  |
| 9 | Das Gefängnis | Prison Sex       |
| Die beiden hatten in der Nacht zuvor Sex. Am Ende bietet sie ihm erneut den Wiedereinzug an. |               |                  |
| 10 | Der Drink     | Another Drink    |
| Tom ist wieder eingezogen. |               |                  |

## Staffel 2
| Figur | Darsteller        | Deutscher Sprecher |
| ----- | ----------------- | ------------------ |
| Ellen | Patricia Clarkson | Gertie Honeck      |
| Scott | Brendan Gleeson   | Roland Hemmo       |
| Jay   | Esco Jouléy       | Dela Dabulamanzi   |

Die deutsche Erstausstrahlung erfolgte am 12. August 2022 zwischen 0:45 Uhr und 2:30 Uhr in Das Erste.
| #  | Dt. Titel                   | Originaltitel             |
| -- | --------------------------- | ------------------------- |
| 1  | Die Regeln der Grammatik    | The Laws Of Grammar       |
| 2  | Unterschiedliche Welten     | Why Quake?                |
| 3  | Männliche Männer            | Big Mustard               |
| 4  | Knastgedanken               | Prison Thoughts           |
| 5  | Led Zeppelins Steuerberater | Led Zeppelin’s Accountant |
| 6  | Das Intimitäts-Set          | Intimacy Kit              |
| 7  | Das bequeme Sofa            | The Road Most Travelled   |
| 8  | War es der Sex?             | Facetime TV               |
| 9  | Dunkle Gedanken             | Kopi Luwak                |
| 10 | Das letzte Kästchen         | The Last Box              |

## Auszeichnungen
- 2019 Emmy in der Kategorie „Outstanding Short Form Comedy or Drama Series“[6]
- 2019 Emmy in der Kategorie „Outstanding Actor in a Short Form Comedy or Drama Series“ (Chris O’Dowd)
- 2019 Emmy in der Kategorie „Outstanding Actress in a Short Form Comedy or Drama Series“ (Rosamund Pike)